# People’s Action Party (Ghana)
Die People’s Action Party (PAP) war eine von 1969 bis 1972 bestehende politische Partei in Ghana. Ihr Vorsitzender war Imoru Ayarna.

## Entwicklung
Die Partei wurde 1969 in der Demokratisierungsphase des noch jungen Staates am Ende der Militärjunta des National Liberation Council gegründet. Bei der Parlamentswahl am 29. August 1969 wurde sie als eine von fünf Parteien zugelassen und gewann mit 3,4 Prozent der Wählerstimmen zwei von 140 Sitzen der Nationalversammlung (National Assembley). Dort war sie eine Oppositionspartei zur mit absoluter Mehrheit regierenden Progress Party von Premierminister Kofi Abrefa Busia. 
Mit dem Militärputsch gegen Busia gelangte Ignatius Kutu Acheampong am 13. Januar 1972 an die Macht. Er setzte die Verfassung außer Kraft und erließ ein Parteienverbot, dem sich auch die PAP durch ihre Auflösung im Jahr 1972 beugen musste.